# غويلرمو دي فيغا
غويلرمو دي فيغا هو سياسي فلبيني، ولد في 1 فبراير 1931، وتوفي في 27 أكتوبر 1975.